# Zeitgeschichte regional
Zeitgeschichte regional. Mitteilungen aus Mecklenburg-Vorpommern (ZR) ist eine historische Fachzeitschrift, die sich mit Themen aus der Geschichte des 20. und 21. Jahrhunderts in den Regionen Mecklenburg und (Vor-)Pommern widmet.
Die Zeitschrift wurde 1997 von einer Gruppe von Historikern gegründet und wird von der Geschichtswerkstatt Rostock e. V. herausgegeben. Sie erscheint zweimal jährlich, bis 2018 im Ingo Koch Verlag (Rostock), seit 2019 im Eigenverlag der Geschichtswerkstatt. Die Zeitschrift erscheint im DIN-A-4-Format, jede Ausgabe hat einen Umfang von etwa 100 bis 140 Seiten. Im Jahr 2020 wurde das Layout überarbeitet. Regelmäßig gibt es folgende Rubriken: Aufsätze, Dokumente, Erinnerungen, Diskussion, Regionale Geschichtsarbeit, Historisches Lernen Archivmitteilungen, „Aus anderen [Bundes-]Ländern“, Rezensionen und Neuerscheinungen; ab und zu werden auch Interviews veröffentlicht. Von Zeit zu Zeit haben die Ausgaben einen bestimmten thematischen Schwerpunkt. Das inhaltliche Spektrum ist breit; neben Artikeln zur klassischen Politik- und Sozialgeschichte erscheinen auch Beiträge zur Kultur-, Musik- und Kunstgeschichte, zur Alltagsgeschichte, zur Militärgeschichte oder zur Technikgeschichte. Einen breiten Raum nehmen Berichte über Gedenkstätten, Museen, Archive, Tagungen und Veranstaltungen sowie zu Schüler- und Studentenprojekten ein.
Die Redaktion arbeitet ehrenamtlich. Sie besteht aus Historikern, Archivaren und Museumsfachleuten, die überwiegend im Raum Mecklenburg-Vorpommern ansässig sind. Zu den Autoren gehören neben Historikern auch Mitarbeiter in der Denkmalpflege oder in Bildungseinrichtungen, Journalisten, Juristen sowie andere ,Berufsferne‘ und historische Laien. Darunter finden sich überregional bekannte Wissenschaftler wie Frank Bajohr, Frank Bösch, Detlev Brunner, Helge Heidemeyer, Ingrid Miethe, Daniela Münkel und Luise Schorn-Schütte.